# Jan Marek Giżycki
Jan Marek Antoni Giżycki, pseud. "Wołyniak", "Marek Gozdawa", "Krystyn Mazowiecki" (ur. 7 maja 1844 w Michnówce na Wołyniu, zm. 28 czerwca 1925 w Krakowie) – polski historyk, nauczyciel gimnazjalny, radca stanu, właściciel dóbr  Bogdanówka.
Pochodził z rodziny ziemiańskiej był synem Kazimierza i Anny z domu Żukowskiej, prawnukiem Antoniego Klemensa Giżyckiego, szambelana Stanisława Augusta. W 1865 ukończył gimnazjum w Równem i rozpoczął studia prawnicze na Uniwersytecie w Odessie. W 1866 przeniósł się na uniwersytet w Dorpacie, gdzie studiował w latach 1866-1870 filologię słowiańską i germańską. Członek Konwentu Polonia na Uniwersytecie w Dorpacie. W latach 1870-1894 pracował jako nauczyciel gimnazjum w Dorpacie, Mitawie. W 1894 rodzina Giżyckich utraciła majątek i została wydalona z Rosji, skąd przeniosła się do Krakowa. W krakowie pracował jako nauczyciel i  guwerner dzieci z rodziny książąt Czartoryskich. Często przebywał na Wołyniu, prowadził badania w archiwach rodzinnych miejscowej szlachty. Pozostawił po sobie znaczący dorobek poświęcony historii ziem polskich, dziejom zakonów i klasztorów. Po śmierci Giżyckiego jego bibliotekę przejęła Polska Akademia Umiejętności, Biblioteka Jagiellońska, Ossolineum i Bazylianie Lwowscy.
Ożeniony od 1876 z Modestą Laurą Leśniewicz. Mieli dzieci: Janinę (ur. 1877), Iwona (ur. 1882), Franciszka Józefa (ur. 1885) i Julię Laurę. 